# Jacek Moryc
Jacek Moryc (ur. 10 października 1983 w Warszawie) – polski piłkarz występujący na pozycji obrońcy.
Profesjonalną karierę rozpoczął w Polonii Warszawa w barwach której zaliczył 18 występów w Ekstraklasie. Przez cały 2008 rok pozostawał bez klubu. 24 lutego 2009 podpisał kontrakt z Wisłą Płock (obowiązujący do 30 czerwca 2012), jednak już po czterech miesiącach odszedł do Startu Otwock, w którym grał przez kolejne dwa lata. Od początku sezonu 2011/2012 występował w Radomiaku Radom, do którego przeszedł razem z trenerem Dariuszem Dźwigałą. Był wówczas podstawowym obrońcą radomskiego klubu. W następnym sezonie stracił miejsce w składzie i wraz z końcem rundy jesiennej odszedł z klubu. Od 2013 do 2016 roku był zawodnikiem Pilicy Białobrzegi. Jesień sezonu 2016/2017 rozegrał jako gracz Huraganu Wołomin, a od rundy wiosennej jest zawodnikiem Mazovii Mińsk Mazowiecki.